# Vector nul
|  | No s'ha de confondre amb Element nul. |

En un espai vectorial el vector nul és el vector unívocament determinat per ser l'element neutre per a l'operació interna (suma de vectors). Per exemple, si E és un espai vectorial i + és la seva operació interna, aleshores el vector nul 0 ∈ E (o també {\displaystyle 0_{E}} o {\displaystyle {\vec {0}}} quan pot ser confós amb el zero escalar del cos) queda determinat perquè compleix que {\displaystyle \forall v\in E}, v + 0 = 0 + v = v. (Nota: a la suma no s'ha usat la també possible notació equivalent {\displaystyle v+0_{E}=0_{E}+v=v} ja que pel fet d'estar sumant, en aquest cas 0 és evident que no pot pas ser un escalar i queda perfectament clar que 0 està actuant com a vector).
El vector zero és únic, perquè si a i b són elements neutres de la suma vectorial aleshores a = a + b = b. L'antiimatge del vector zero per qualsevol aplicació lineal f s'anomena kernel o nucli de f.

## Propietats
Si {\displaystyle a} és un escalar qualsevol, i {\displaystyle v} és un vector qualsevol, llavors:
- {\displaystyle 0{\vec {v}}={\vec {0}}}
- {\displaystyle a{\vec {0}}={\vec {0}}}
- {\displaystyle av={\vec {0}}\Rightarrow a=0{\text{ o bé }}v={\vec {0}}}